# C. O. Paeffgen
Claus Otto Paeffgen (* 21. Oktober 1933 in Köln; † 5. Juni 2019 ebenda) war ein deutscher Maler und Bildhauer.

## Leben und Werk
Claus Otto Paeffgen studierte Jura in Köln und Berlin, machte 1959 das erste juristische Staatsexamen und beendete 1962 die juristische Ausbildung mit dem zweiten Staatsexamen. 1970 begann er zu malen und fertigte parallel dazu Objekte an, die Umwicklungen.
Paeffgen war unter anderem bekannt für seine ironisch kommentierenden Umrandungen von Fotos und Zeitungsausschnitten. Dabei handelte es sich um scheinbar mit Filzstift nachgezogene Konturen von Zeitungsbildern, die auf Leinwand projiziert und überarbeitet wurden, sowie die Umwicklungen von Fundgegenständen  und zeichenhaften Objekte. Wiederkehrende Motive dieser Objekte sind: Herz/Pfeil, Maus, Schleife, Mond und Fragezeichen. Seine erste Ausstellung hatte er 1965 in einer Berliner Galerie. Seit den 1980er Jahren erreichte C.O. Paeffgen mit diesen Arbeiten einen hohen Bekanntheitsgrad. 1986 und 1988 wurden seine Werke in den beiden großen Ausstellungen der Galerie Vorsetzen gezeigt. Dazwischen hatte die Staatliche Kunsthalle Baden-Baden für seine erste große Museumsausstellung fast 100 seiner Ölgemälde und Zeichnungen zusammengetragen.
Bei den Umwicklungen (Wand- und Bodenskulpturen) zog Paeffgen die Umrisse von Objekten mit Draht nach. Das Rohmaterial dafür besteht aus Fundobjekten des Alltags; es sind häufig banale Dinge, die Paeffgen mit dickem Draht umwickelte. Viele dieser „Umwicklungen“ wurden von Paeffgen sukzessive weiter bearbeitet. „Es sind kuriose, verspielte, verrückte Arbeiten, zusammengefügt aus vielen kleinen Readymades, die mit Draht umwickelt sind. Zu stelenartigen, farbigen Wandobjekten gebündelt oder als amorpher Haufen übereinander getürmt, finden Alltagsgegenstände, Wohlstandsmüll und Kinderspielzeug zu ungewohnter Einheit und erhalten durch die metallisch schimmernden Umwicklungen unvermutet ästhetischen Reiz.“
In den 1990er Jahren fertigte er Malerei-Werkgruppen, unter anderem auf Obstkisten („Objekte in Farbe“) und Acryl auf Leinwand („Bilder mit Titeln“), außerdem  Multiples in Form von Unikaten in limitierter Serie.
Paeffgen hatte zahlreiche Museums-, Kunsthallen- und Galerieausstellungen. Im Frühjahr 1999 widmete ihm das Museum Ludwig in Köln eine Retrospektive. Er lebte und arbeitete in Köln.
Paeffgen war der Cousin der Sängerin Nico; die beiden lernten sich jedoch erst in späteren Jahren kennen. Er starb 2019 im Alter von 85 Jahren und wurde anonym auf dem Kölner Nordfriedhof beigesetzt.

## Ausstellungen
- 1970: Jetzt, Kunsthalle Köln
- 1977:  C. O. Paeffgen, artothek Köln
- 1981: Stich durch das Herz – Bilder, Zeichnungen, Objekte und Fotos, Bonner Kunstverein
- 1983: C. O. Paeffgen, Städtisches Museum Abteiberg, Mönchengladbach
- 1985: Kunst nach 1945, Nationalgalerie Berlin
- 1987: C. O. Paeffgen, Staatliche Kunsthalle Baden-Baden[6]
- 1990: Die Ruhe der Steine, Galerie Rudolf Zwirner, Köln
- 1993: Objekte in Farbe, Kestnergesellschaft, Hannover
- 1998: Galerie Hans Mayer, Düsseldorf
- 1999: Handarbeiten, Museum Ludwig, Köln
- 2005: C.O. Paeffgen in Trinitatis, Trinitatiskirche Köln
- 2005: Sich selbst bei Laune halten, Kunstmuseum Bonn
- 2006: Buthe / Hansen / Paeffgen / Palermo / Polke, Maximilian Krips Galerie, Köln
- 2007: Die Kunst zu sammeln, Museum Kunstpalast, Düsseldorf
- 2009: RECORD AGAIN, Teil 2, Ludwig Forum, Aachen
- 2009: Arbeiten aus der Sammlung Eva und Carl Großhaus,  Schloss Gottorf, Schleswig; auch 2010: Museum Moderner Kunst, Passau
- 2013: Sehr Schön. C.O. Paeffgen im Arp Museum, Arp Museum Bahnhof Rolandseck

## Sammlungen
- Artothek München.
- Burger Collection, Berlin.
- Sammlung Reinking, Hamburg.
- Sammlung zeitgenössischer Kunst der Bundesrepublik Deutschland, Bonn.
- Von der Heydt-Museum, Wuppertal.
- Hessisches Landesmuseum Darmstadt.